# Ronald Jansen
Franciscus Ronaldus Maria „Ronald” Jansen (ur. 30 grudnia 1963 w Sint-Michielsgestel) – holenderski hokeista na trawie. Trzykrotny medalista olimpijski.
Był bramkarzem. W reprezentacji Holandii debiutował w 1987. Brał udział w trzech igrzyskach (IO 88, IO 96, IO 00), za każdym razem zdobywał medale: brąz w 1988 oraz złoto w 1996 i 2000. Z kadrą brał udział m.in. w mistrzostwach świata w 1998 (tytuł mistrzowski) oraz kilku turniejach Champions Trophy i mistrzostw Europy. Łącznie rozegrał 183 spotkania.